# Qila Mubarak

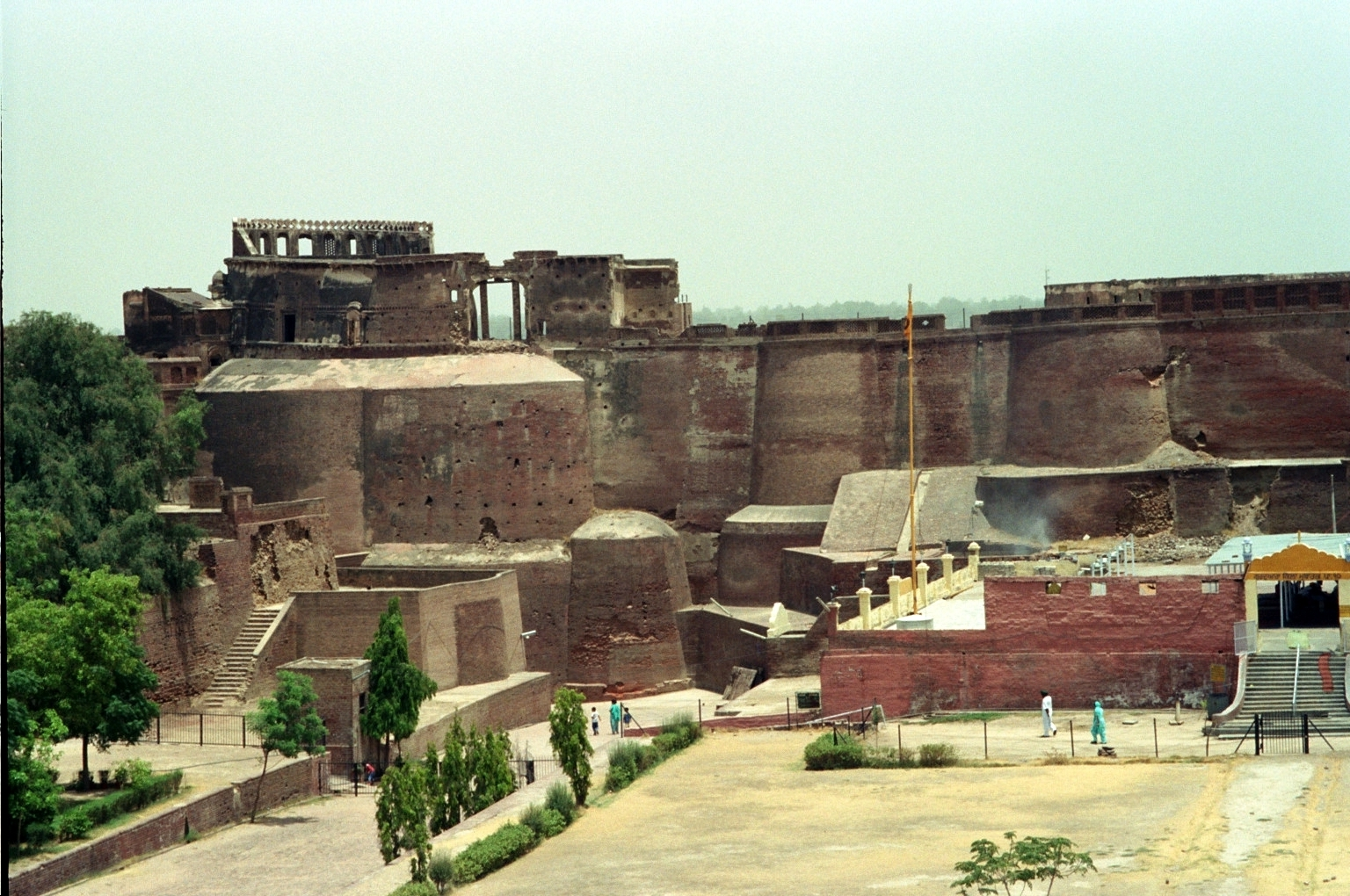
Panorama dall'interno della fortezza

Qila Mubarak (punjabi: ਕ਼ਿਲਾ ਮੁਬਾਰਕ, hindi: क़िला मुबारक), è un Monumento Nazionale Storico dell'India, e rappresenta il cuore della città di Bathinda nel Punjab indiano. Esiste da circa 1900 anni nella sua forma attuale. 

## Storia
Alcune fonti ne hanno descritto la struttura originaria, databile al periodo Harappa
Il Quila Mubarak Bathinda fu costruito da Raja Dab nel periodo 90-110 d.C.. Raja Dab era l'antenato di Vena Pal. I mattoni utilizzati per la costruzione del forte risalgono al periodo Kushana. Il forte fu costruito dal re per impedire agli Unni di invadere il regno dell'imperatore Kanishka. Negli anni successivi, il forte ha subito vari tipi di modifiche da parte dei governanti della zona. 
Razia Sultana, la prima imperatrice di Delhi, era stata imprigionata a Quila Mubarak. 
Le cronache indù del Kashmir la descrivono come capitale di Jaipal e dicono che fu catturata da Mahmud di Ghazni. Bhatinda appare nelle opere degli storici del primo periodo maomettano come Batrinda, spesso erroneamente convertita in Tabarhind. La fortezza fu potenziata più volte sotto il dominio dell'Impero Moghul, soprattutto sotto l'energico imperatore moghul Akbar. Nel 1754 circa, il maharaja Ala Singh dello stato di Patiala conquistò Bhatinda.

## Cronologia

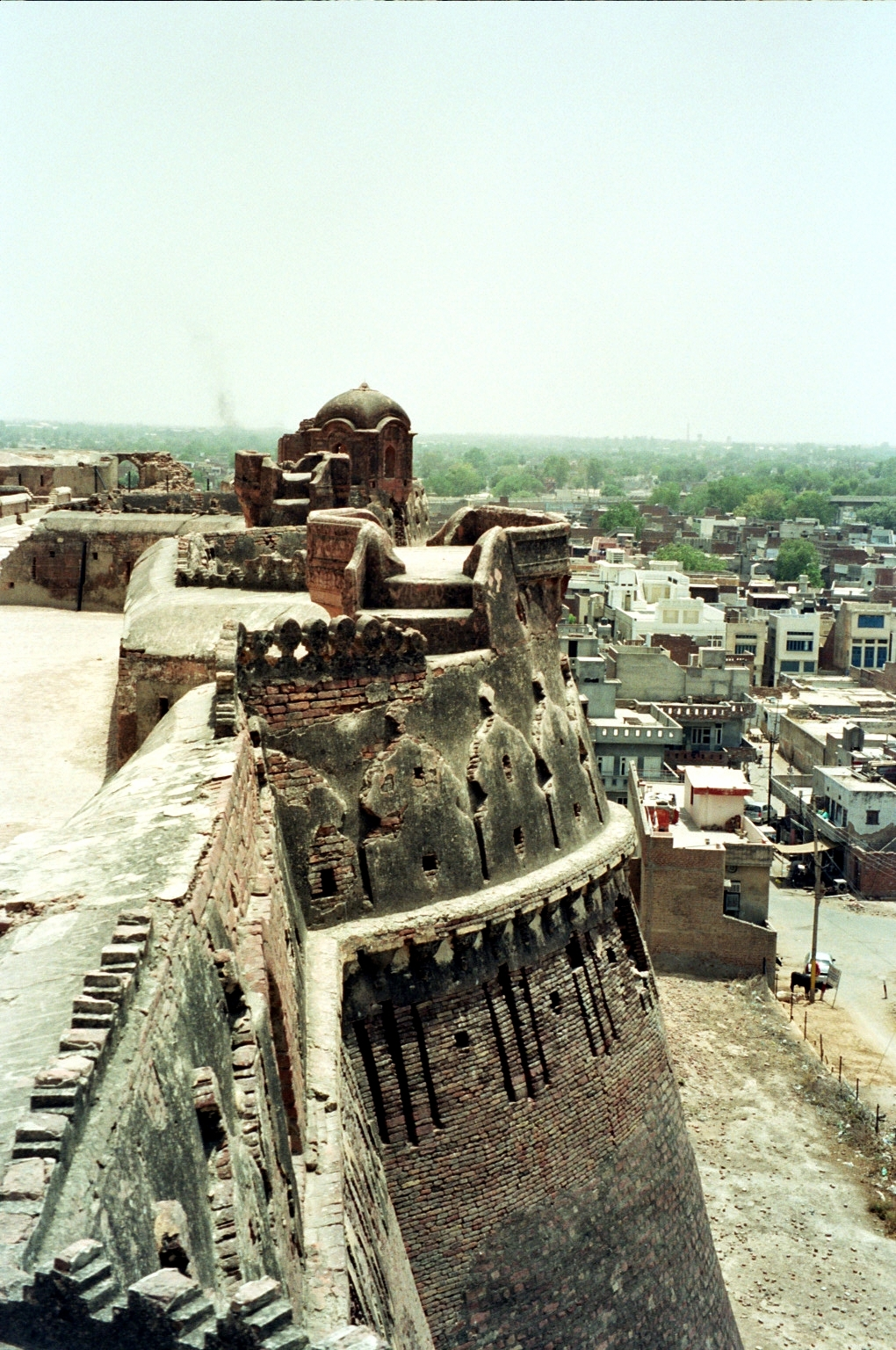
Panorama dalla terrazza superiore della fortezza, giugno 2003

| Anno        | Evento |
| ----------- | --- |
| 50 000 a.C. | Arnesi in pietra come scuri furono prodotte nell'antica India; artefatti sono stati trovati nell'attuale distretto di Bathinda.                                               |
| 40 000 a.C. | Le persone abitavano in capanne costruite dall'uomo nel Punjab settentrionale e in Asia centrale (Battria)                                                                    |
| 7 000 a.C.  | Prove di persone ch coltivavano orzo ed allevavano pecore e capre. Abitavano edifici costruiti con mattoni di fango organizzati in villaggi; alcuni di loro esistono tuttora. |
| 5 500 a.C.  | Gli abitanti imparano a costruire ceramica dall'argilla cottam una tecnica usata ancora oggi, anche se raramente.                                                             |
| 3 000 a.C.  | Villaggi di agricoltori appaiono a Bathinda, e molti di loro sono ancora esistenti.                                                                                           |
| 2 600 a.C.  | Gli agricoltori iniziano ad utilizzare l'aratro. |
| 1 500 a.C.  | Le città vengono abbandonate ma i villaggi rurali sopravvivono; gli Indoari arrivano in questa zona.                                                                          |
| 800 a.C.    | Gli Indoari si spargono nell'area ed iniziano a tagliare le foreste |
| 600 a.C.    | Gli abitanti iniziano ad utilizzare gli elefanti in guerra. |
| 125 a.C.    | Una tribà della Scizia nota come Saci invade il Punjab partendo dal Belucistan e dal Sindh.                                                                                   |
| 15 d.C.     | L'impero Kushan viene restaurato in questa zona. |
| 90-110 d.C. | L'imperatore Kanishka ed il Raja Dab costruiscono il forte. |
| 179 d.C.    | Bathinda viene fondata da Bhatti Rao. |
| 1004 d.C.   | Il sultano Mahmud di Ghazna la conquista. |
| 1045 d.C.   | Pir Hazi Rattan si sposta qui per meditare. |
| 1189 d.C.   | Il sultano Mu'izz al-Din Muhammad la conquista. |
| 1191 d.C.   | L'imperatore Prithvi Raj Chauhan la riconquista. |
| 1240 d.C.   | Il sultano Razia vi viene imprigionato. |
| 1515 d.C.   | Guru Nanak Dev visita ilposto. |
| 1665 d.C.   | Guru Tegh Bahadur visita ilposto. |
| 1705 d.C.   | Guru Gobind Singh visita ilposto. |
| 1835 d.C.   | Maharaja Karam Singh vi costruisce un Gurdwara. |

## Restauri della fortezza

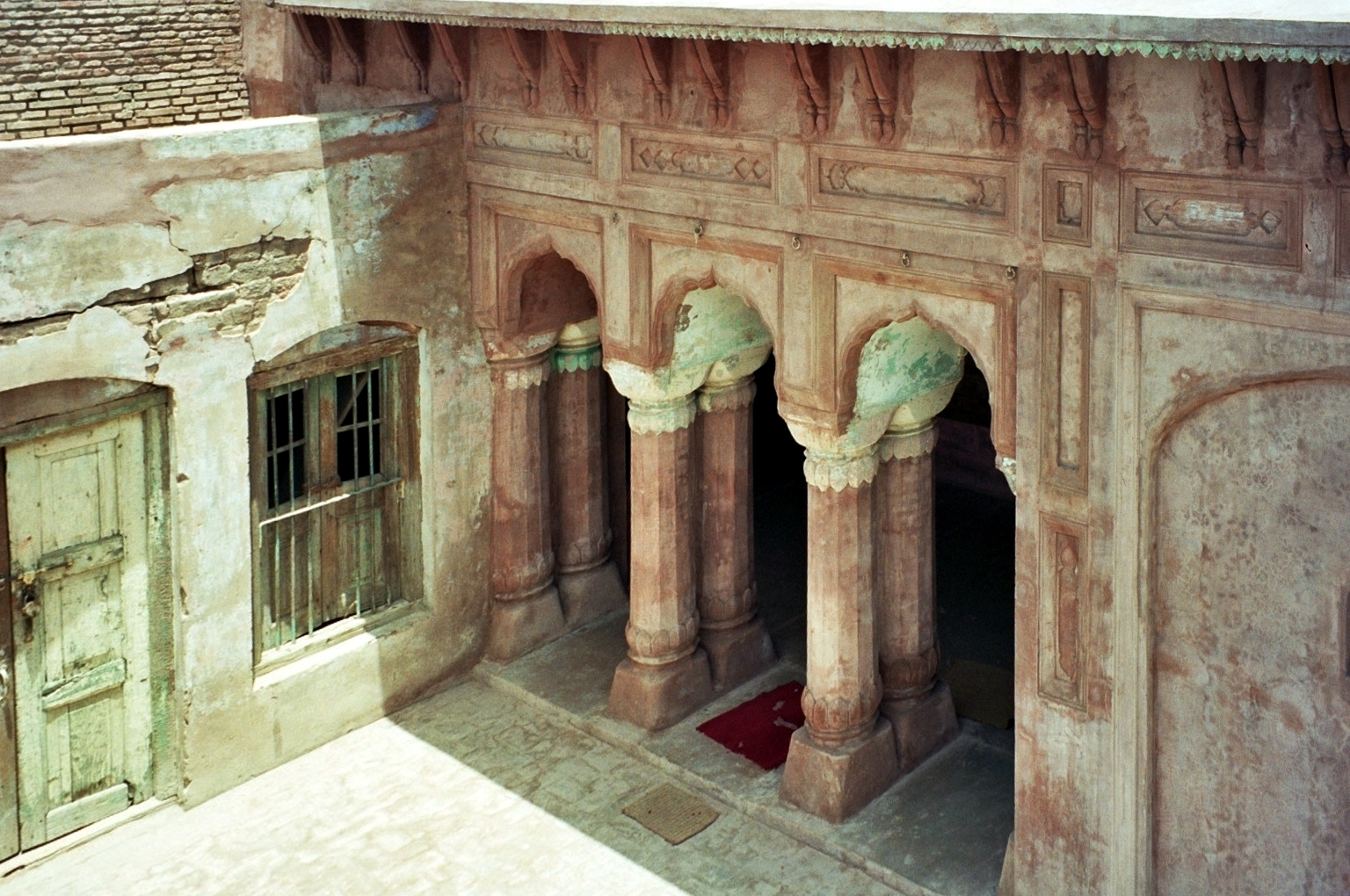
Veranda: restauro in corso, giugno 2003'

Attualmente (2007) una squadra, dopo aver condotto analisi per due anni, ha presentato un progetto di restauro all'Archeological Survey of India (ASI). Le riparazioni proposte saranno finanziate da fondi esterni forniti dall'ASA anche se il Capo Ministro, capitano Amarinder Singh, ha annunciato un contributo governativo di US$ 275 000) il 21 giugno 2005, durante la cerimonia che commemorava il trecentenario della visita di Guru Gobind Singhalla fortezza. In attesa dell'approvazione del finanziamento sono iniziate riparazioni secondarie.